# Carlos Ibáñez del Campo
Carlos Ibáñez del Campo, född 3 november 1877, död 28 april 1960, var en chilensk politiker, diktator och president. 

## Biografi

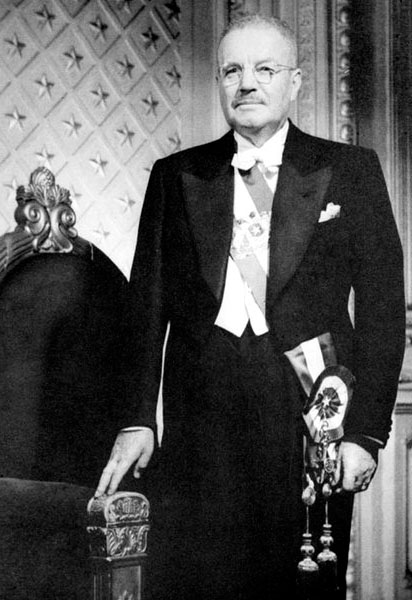
Carlos Ibáñez.

Ibáñez del Campo var ursprungligen general, och blev krigsminister under presidenten Emiliano Figueroa Larraín. Förhållandena i Chile förvärrades genom vanstyre och utbredd korruption, och den kommunistiska rörelsen i landet växte. Kritik riktades mot Chiles oproportionerligt kostsamma krigsmakt. År 1926 tog Ibáñez del Campo armén i försvar och vann därmed arméledningens stöd. I februari 1927 höll "den tyste översten", som Ibáñez del Campo kommit att kallas, ett tal i kongressen, där han anklagade en stor del av ledamöterna som svindlare och rövare. Under det tumult som följde, besattes kongressbyggnaden av militär. Ibáñez del Campo övertog makten och blev samma år president. Framförallt vände han sig mot kommunisterna.
Kommunikationerna förbättrades avsevärt, och landets ekonomi blev en tid bättre, men i början av 1931 utfärdade  Ibáñez del Campo att man skulle införa lönereduceringar, och i maj utbröt oroligheter i landet. 24 juni 1931 tvingades Ibáñez del Campo lämna ifrån sig makten till Pedro Opazo, som i sin tur överlämnade regeringen till inrikesministern Juan Esteban Montero Rodríguez.
Ibáñez del Campo återkom senare som president mellan 1952 och 1958, denna gång som vald i demokratiska val.